# Suttungr (maan)
Suttungr, of Saturnus XXIII is een natuurlijke satelliet van Saturnus. De maan werd ontdekt in 2000 door B. Gladman en kreeg eerst de naam S/2000 S 12. Suttungr is 7,0 km in doorsnee en draait in zo'n 1017 dagen rond Saturnus.
Suttungr is genoemd naar een figuur uit de Noorse mythologie. Suttung beschikte eens over de kunst van het dichten.